# Orthostichella mucronatula
Orthostichella mucronatula är en bladmossart som beskrevs av C. Müller 1901. Orthostichella mucronatula ingår i släktet Orthostichella och familjen Meteoriaceae. Inga underarter finns listade i Catalogue of Life.